# Dorfkirche Schönberg (Dosse)

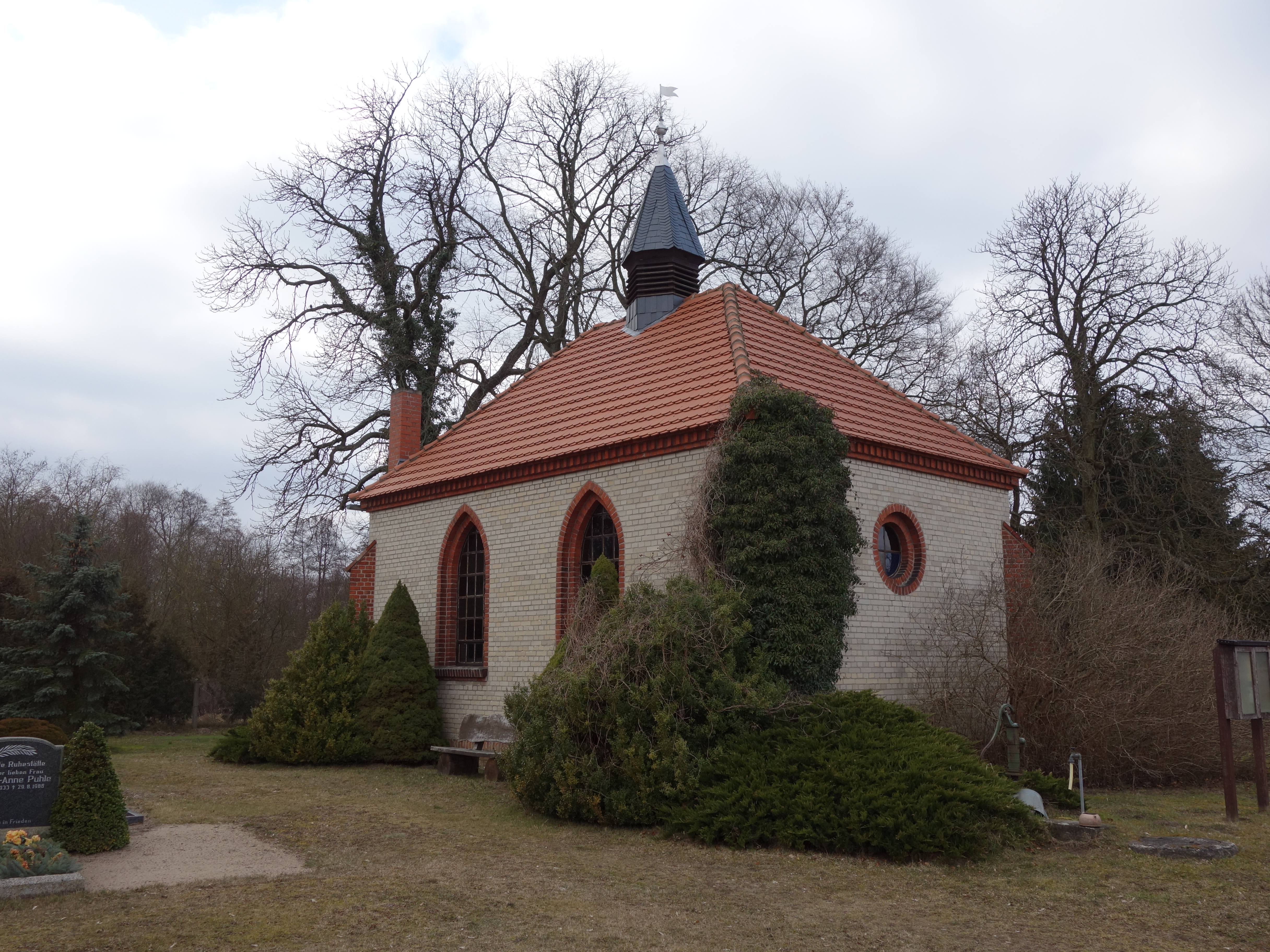
Dorfkirche Schönberg (Dosse)

Die evangelische, denkmalgeschützte Dorfkirche Schönberg (Dosse) steht in Schönberg, einem Ortsteil von Wusterhausen/Dosse im Landkreis Ostprignitz-Ruppin von Brandenburg. Die Kirche gehört zum Pfarrsprengel Wusterhausen im Kirchenkreis Prignitz der Evangelischen Kirche Berlin-Brandenburg-schlesische Oberlausitz.

## Beschreibung
Die kleine neugotische Saalkirche wurde 1908 – als Ersatz eines wegen Baufälligkeit abgerissenen Vorgängerbaus aus Fachwerk – aus unverputzten Backsteinen erbaut. Das Langhaus wird an den Ecken von Strebepfeilern gestützt. Aus ihrem Walmdach, das mit Biberschwänzen in Kronendeckung bedeckt ist, erhebt sich ein achteckiger, hölzerner, schiefergedeckter Dachreiter, der mit einem spitzen Helm bedeckt ist. 
Das Altarretabel ziert ein Bild des Abendmahls von 1772. Die Orgel wurde 1893 von Albert Hollenbach gebaut.

## Geschichte
Schönberg bildete bis 1937 gemeinsam mit den benachbarten Gemeinden Netzeband und Rossow eine Mecklenburg-Schweriner Exklave in der preußischen Provinz Brandenburg. Die kirchliche Zugehörigkeit zur Evangelisch-Lutherischen Landeskirche Mecklenburgs endete erst 1964. Das Kirchenpatronat hatte bis 1945 die Familie von Königsmarck; Carl von Königsmarck finanzierte 1908 den Kirchbau.